# Combate del Paranacito (1813)
El Combate del Paranacito fue un episodio de la Guerra de Independencia de la Argentina que tuvo lugar el 8 de febrero de 1813 en el río Paranacito, cerca de su desembocadura en el río Uruguay, en las cercanías de la actual Villa Paranacito, Provincia de Entre Ríos, Argentina. Fue parte de las acciones defensivas de las poblaciones ribereñas del sur de la región Litoral argentina contra los ataques y saqueos realizados por barcos armados realistas españoles procedentes de Montevideo.
Debido a que la mayor parte de las fuerzas militares de las Provincias Unidas del Río de la Plata se hallaban concentradas en el sitio de Montevideo y en el frente del Alto Perú, la defensa de las poblaciones ribereñas de los ríos Paraná y Uruguay quedó principalmente a cargo de compañías milicianas reclutadas entre los pobladores.

## El combate
El 5 de febrero de 1813 el comandante del escuadrón de milicias de Gualeguaychú, José Gutiérrez, fue informado sobre la presencia de una balandra realista en el río Paranacito. El día 6 Gutiérrez ordenó al capitán de la 3.º Compañía del Escuadrón de Milicias, Gregorio Samaniego, que acompañado de 20 hombres y 2 sargentos (Tomás Tapia y Pablo Giménez) marcharan a atacarla.
El día 8 Samaniego y sus milicianos atacaron la balandra Nuestra Señora del Carmen, capturándola.
En el parte del combate que Gutiérrez dirigió al comandante general de los Partidos de Entre Ríos, Elías Galván, figura el detalle de los elementos tomados a los realistas:

La balandra tiene por nombre Nra. Sra. del Carmen, su patron Manuel Moreno, con un cañon de á 6, un pedrero, 3 fusiles, una carabina, algunas balas, y metralla, y como 3 arrobas de polvora: quedaron 3 muertos de los enemigos, 2 heridos y los demas prisioneros.
Parte del combate emitido por José Gutiérrez el 11 de febrero de 1813.

## Segundo Combate del Paranacito
Un año después, el 10 de enero de 1814, Samaniego protagonizó un segundo combate en el Paranacito (Combate del Paranacito (1814)). Junto con 36 hombres armados de fusiles y 14 de lanzas, capturaron 3 pequeños veleros armados realistas.